# Палімбія тургайська
Палімбія тургайська (Palimbia turgaica) — вид квіткових рослин родини окружкових (Apiaceae).

## Біоморфологічна характеристика
Це гола багаторічна рослина 35–40 см заввишки. Стебло тонке, вгорі розгалужене. Листки тільки прикореневі, на ніжках, тричі пірчасторозсічені. Парасольки складні, з 7–20 променями. Пелюстки білі. Плоди довгасто-яйцеподібні.

## Поширення
Казахстан, Росія, України.
В Україні вид зростає на солончаках, солонцях — бас. Сіверського Дінця (м. Слов'янськ, с. Копанки Ізюмського р-ну).